# Elezioni europee del 2019 in Svezia
Le elezioni europee del 2019 in Svezia si sono tenute domenica 26 maggio per eleggere i 20 membri del Parlamento europeo spettanti alla Svezia. Tale numero di seggi è stato aumentato a 21 nel febbraio 2020, in seguito all'uscita del Regno Unito dall'Unione europea.

## Risultati
| Liste  | Liste                                          | Gruppo    | Voti      | %     | Seggi |
| ------ | ---------------------------------------------- | --------- | --------- | ----- | ----- |
|        | Partito Socialdemocratico dei Lavoratori (SAP) | S&D       | 974.589   | 23,48 | 5     |
|        | Partito Moderato (M)                           | PPE       | 698.770   | 16,83 | 4     |
|        | Democratici Svedesi (SD)                       | ECR       | 636.877   | 15,34 | 3     |
|        | Partito Ambientalista i Verdi (Gröna)          | Verdi/ALE | 478.258   | 11,52 | 2     |
|        | Partito di Centro (C)                          | RE        | 447.641   | 10,78 | 2     |
|        | Democratici Cristiani (K)                      | PPE       | 357.856   | 8,62  | 2     |
|        | Partito della Sinistra (V)                     | GUE/NGL   | 282.300   | 6,80  | 1     |
|        | Liberali (L)                                   | RE        | 171.419   | 4,13  | 1     |
|        | Iniziativa Femminista (F!)                     | -         | 32.143    | 0,77  | -     |
|        | Partito Pirata (PP)                            | -         | 26.526    | 0,64  | -     |
|        | Alternativa per la Svezia                      | -         | 19.178    | 0,46  | -     |
|        | Altri <10.000 voti                             | -         | 25.913    | 0,62  | -     |
| Totale | Totale                                         | Totale    | 4.151.470 | 100   | 20    |

- Il seggio ulteriore spettante alla Svezia è stato attribuito al Partito Ambientalista i Verdi.